# シャイアン級
シャイアン級 (Cheyenne class) は『スタートレック』シリーズに登場する架空の宇宙船。惑星連邦所属、宇宙艦隊のスターシップである。

## 概要
USSシャイアンはシャイアン級のネームシップとして就航した。名称の由来はアメリカ大陸の先住民族であるシャイアン族。その船体の特徴は円盤部後方上下のドーサルネック部に直接ワープナセル2基ずつ（計4基）を取り付けた機体である。
ワープナセル4基を持つ機体のため、機動力は艦隊中でも抜群の性能であると言われている。
このコンセプトはワープナセル4基と言う同じコンセプトのコンステレーション級の設計を引き継ぐ後継機であり、コンステレーション級の性能をギャラクシー級の円盤部やドーサルネック部を流用して再設計したため、より高性能になっている。
ワープナセルが4基あることから、パイロットにとっては操縦が他艦より難しかった可能性も指摘される。エネルギー効率のためか、操縦性安定のためかは不明だがワープナセルはギャラクシー級のものを使用していないため、ギャラクシー級もどきではない、シャイアン級らしいルックスになったと言えるだろう。
円盤部の分離機能は設定されていない。

## 性能
- フェイザーバンク数、魚雷発射管数　不明
- 乗員総数：320
- 最高ワープ速度：9.6

## シャイアン級宇宙船の一覧
U.S.S.アワニー（U.S.S.Ahwahnee、NCC-71620）
アメリカ大陸の先住民族シャイアン族に由来。ウルフ359の戦いに参加、大破漂流。その後サルベージされ、クリンゴン帝国内戦時にクリンゴン-ロミュラン国境宙域に展開したピカード艦隊に参加している(コンピューター画面のみの登場)。
U.S.S.カーク（初代）（U.S.S.Kirk）
ゼリン大佐の指揮。宇宙艦隊特務機動隊の旗艦。ウンディーネ（生命体8472）の大型戦艦を撃破するなど活躍したが、ゼリン大佐が指揮している船はのちに同名のスターゲイザー級宇宙船に変わっていることから、本船は2409年に退役もしくは撃沈されたものと推定される。船名は23世紀の宇宙艦隊士官ジェームズ・T・カークに由来。『Star Trek Online』に登場。